# Lespesia aletiae
Lespesia aletiae är en tvåvingeart som först beskrevs av Riley 1879.  Lespesia aletiae ingår i släktet Lespesia och familjen parasitflugor. Inga underarter finns listade i Catalogue of Life.